# Сен-Мартен (Нижний Рейн)
Сен-Мартен (фр. Saint-Martin) — коммуна на северо-востоке Франции в регионе Гранд-Эст (бывший Эльзас — Шампань — Арденны — Лотарингия), департамент Нижний Рейн, округ Селеста-Эрстен, кантон Мюциг. До марта 2015 года коммуна административно входила в состав упразднённого кантона Вилле (округ Селеста-Эрстен).
Площадь коммуны — 3,97 км², население — 336 человек (2006) с тенденцией к росту: 358 человек (2013), плотность населения — 90,2 чел/км².

## Население
Население коммуны в 2011 году составляло 351 человек, в 2012 году — 354 человека, а в 2013-м — 358 человек.
| 1962 | 1968 | 1975 | 1982 | 1990 | 1999 | 2006 | 2008 | 2011 | 2012 | 2013 |
| ---- | ---- | ---- | ---- | ---- | ---- | ---- | ---- | ---- | ---- | ---- |
| 298  | 283  | 326  | 300  | 306  | 303  | 336  | 348  | 351  | 354  | 358  |

Динамика населения:

## Экономика
В 2010 году из 222 человек трудоспособного возраста (от 15 до 64 лет) 170 были экономически активными, 52 — неактивными (показатель активности 76,6 %, в 1999 году — 73,0 %). Из 170 активных трудоспособных жителей работали 145 человек (84 мужчины и 61 женщина), 25 числились безработными (13 мужчин и 12 женщин). Среди 52 трудоспособных неактивных граждан 13 были учениками либо студентами, 25 — пенсионерами, а ещё 14 — были неактивны в силу других причин.

## Достопримечательности (фотогалерея)

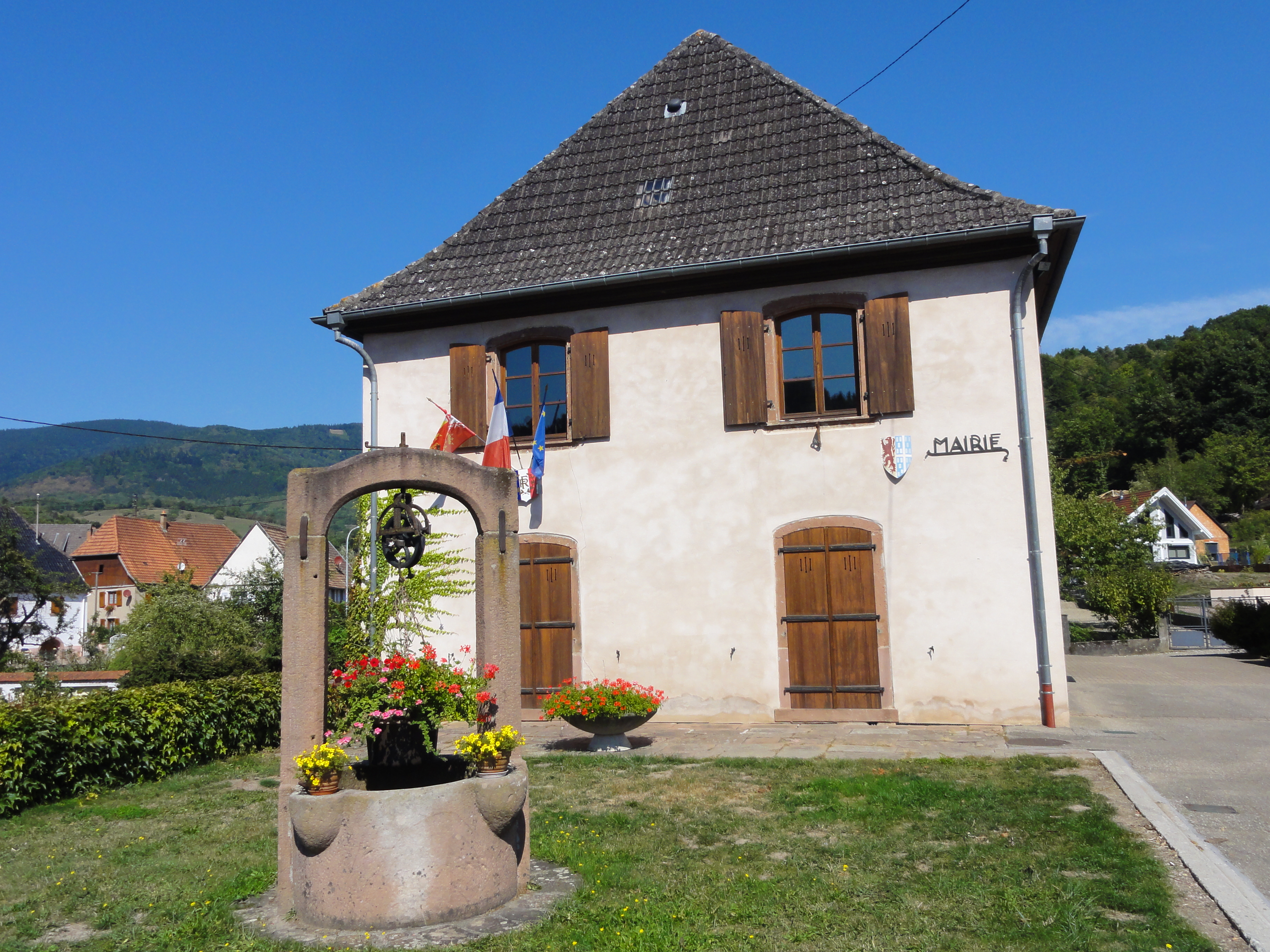
Здание мэрии (бывший дом священника)
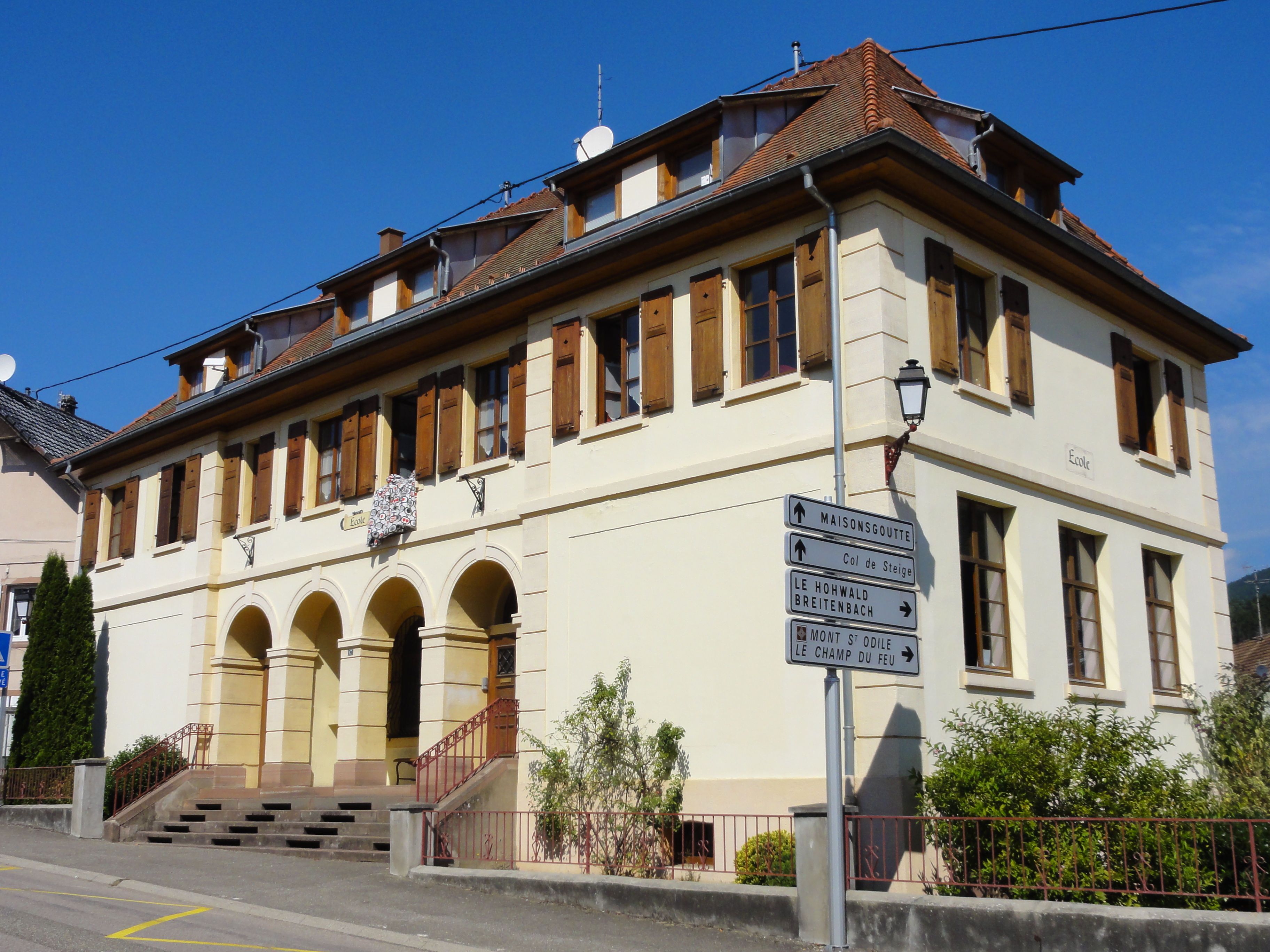
Здание школы (бывшая ратуша)
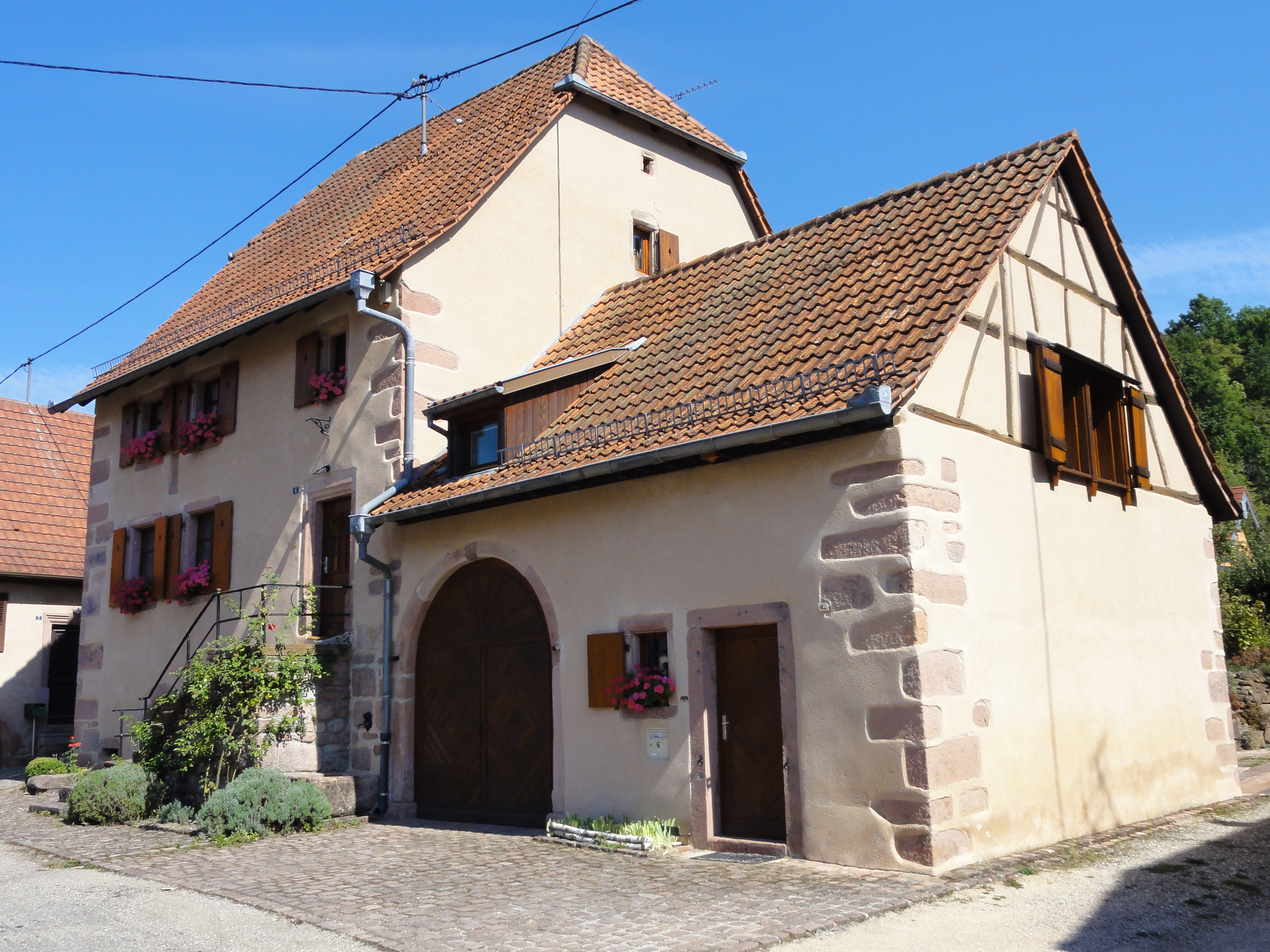
Старая ферма
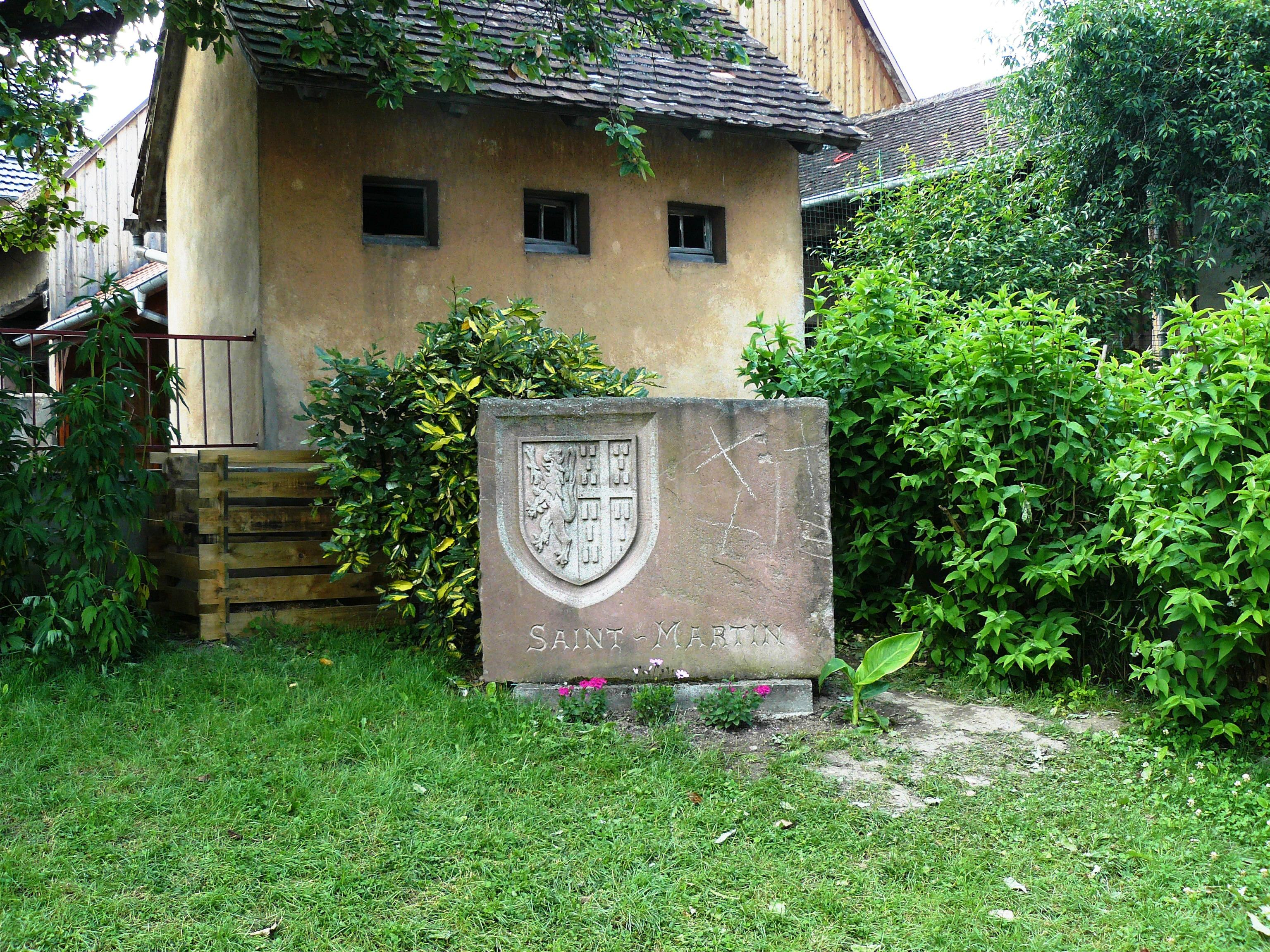
Парк возле мэрии
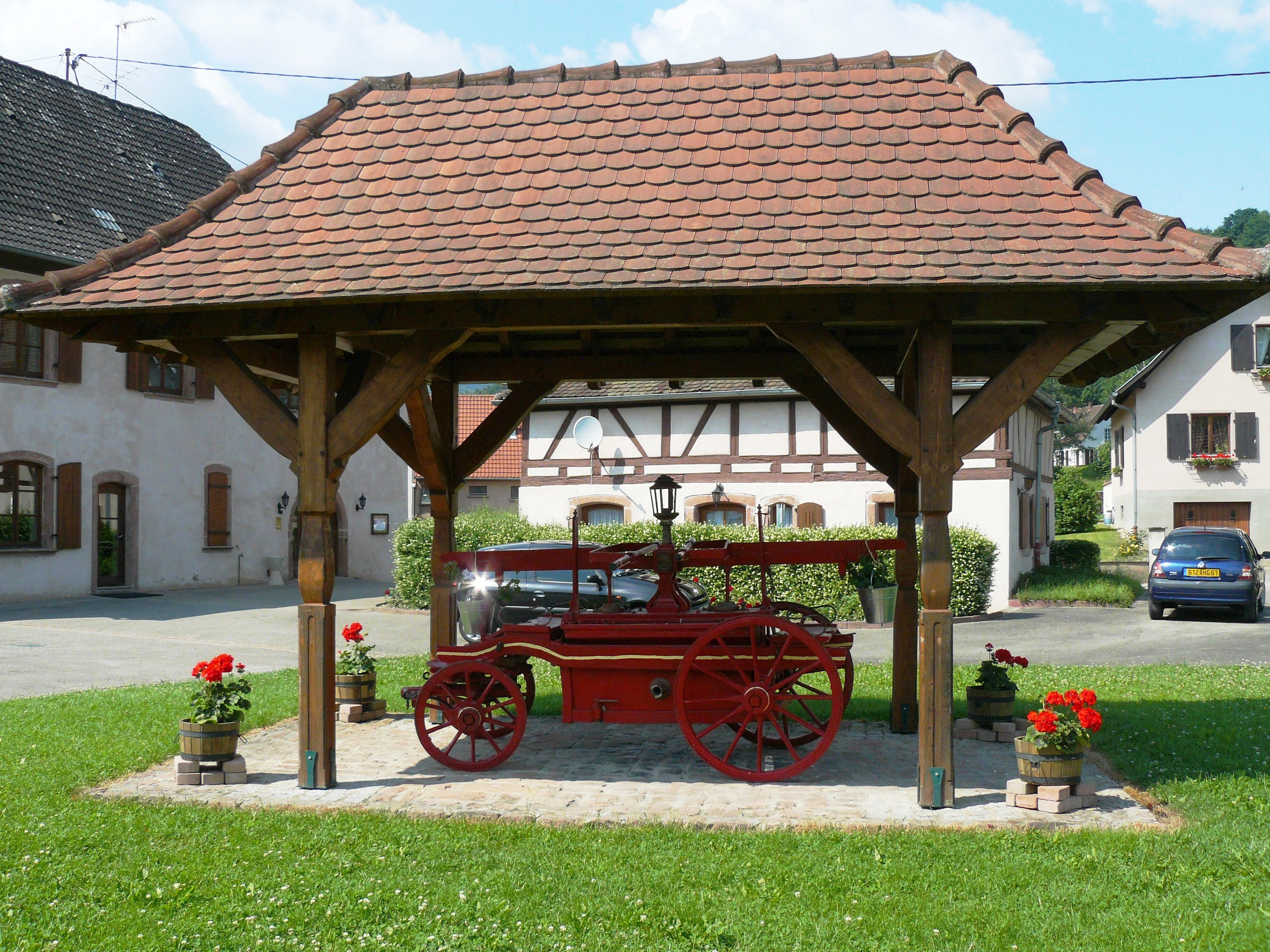
Беседка возле мэрии
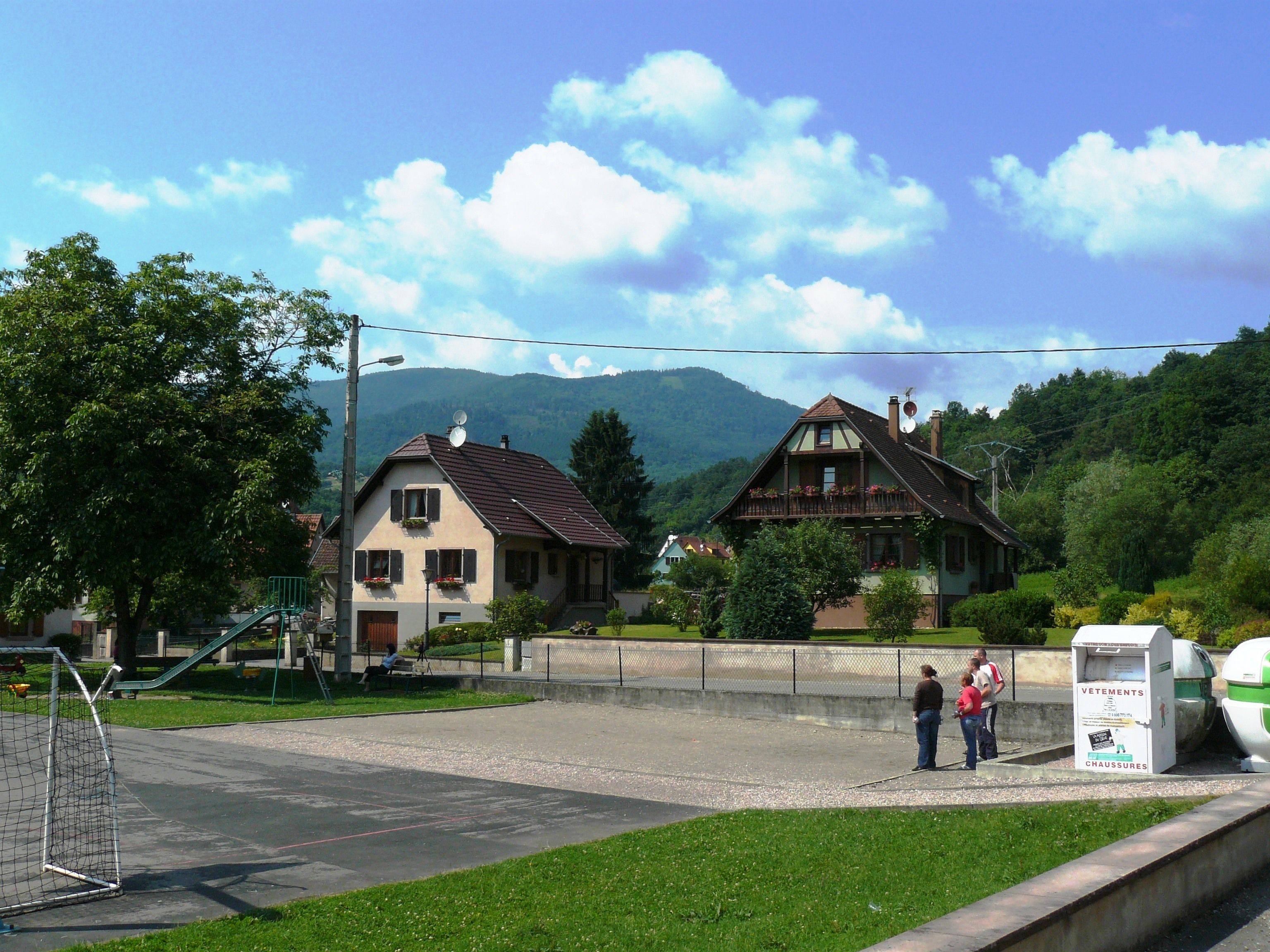
Стадиончик в парке возле мэрии
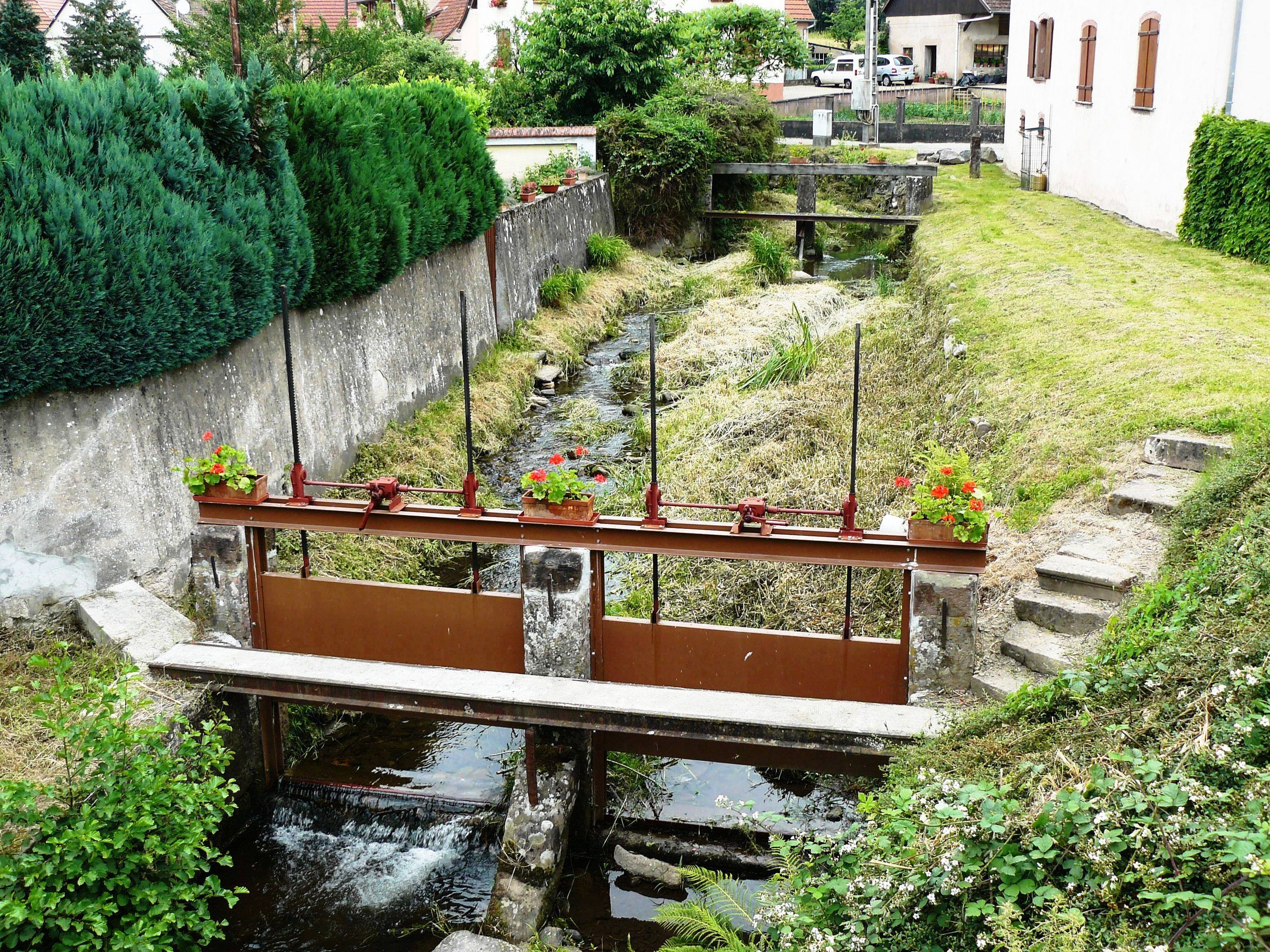
Река на территории коммуны
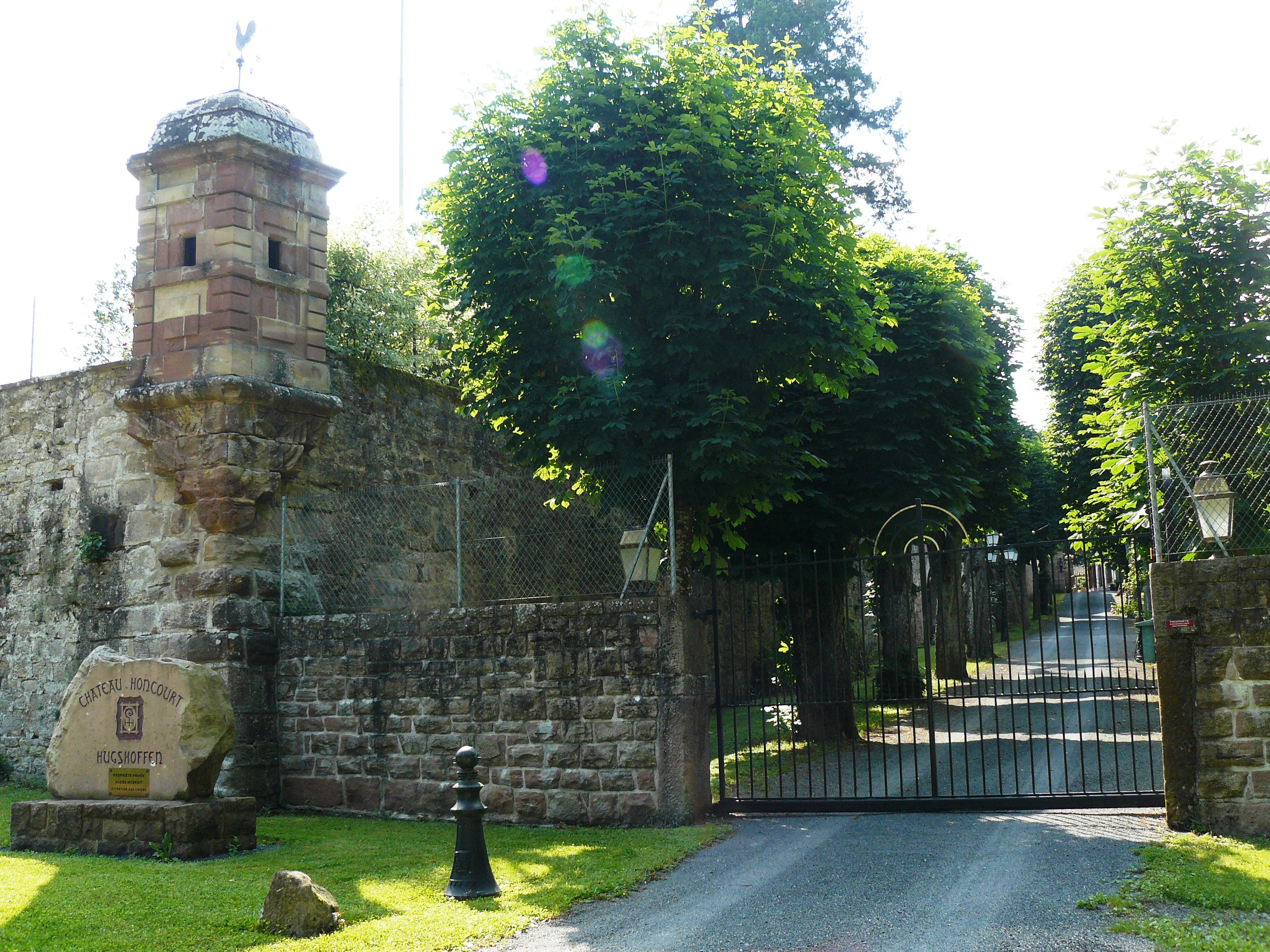
На месте старого аббатства расположилось шато
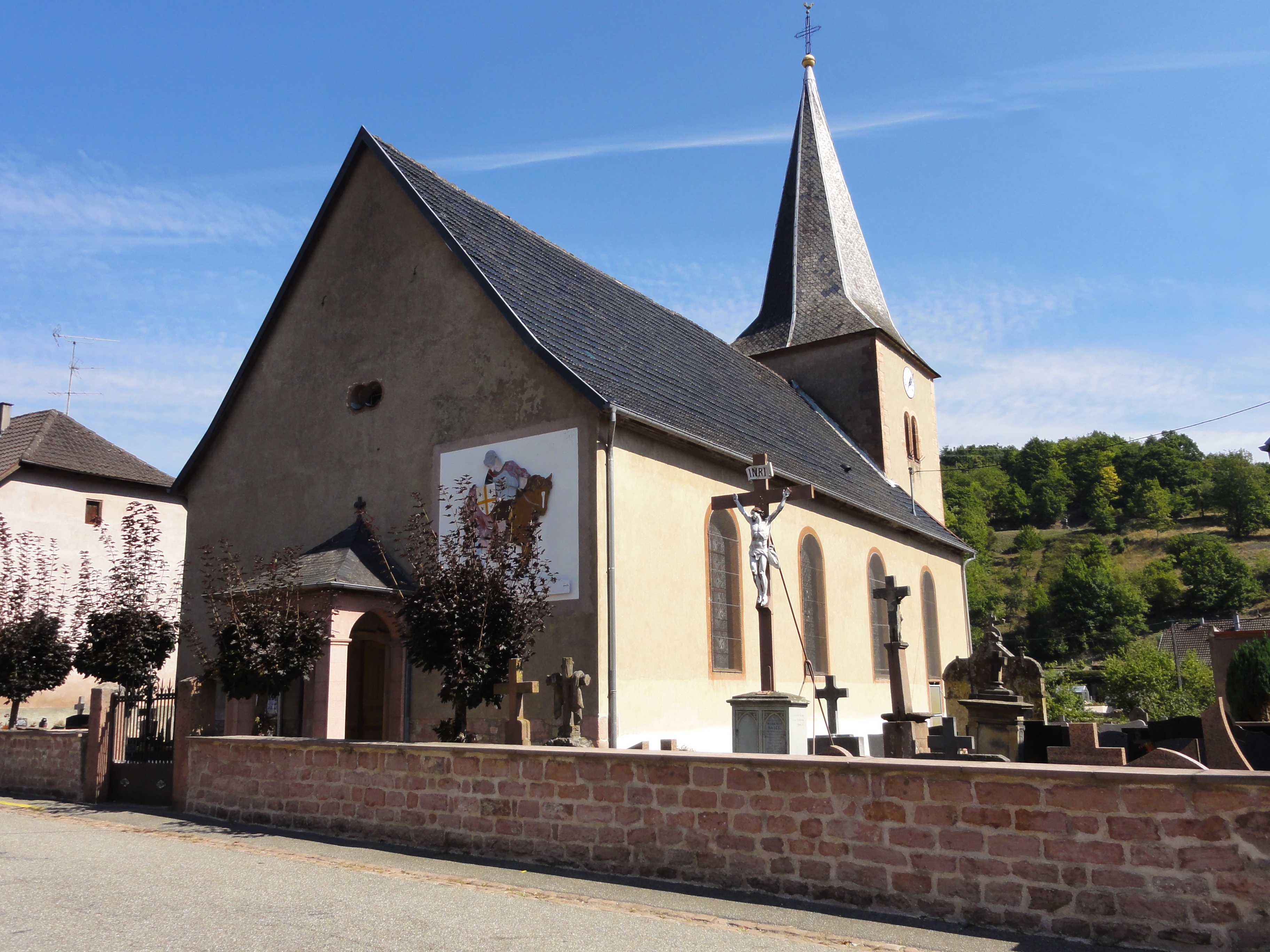
Церковь Сен-Мартен
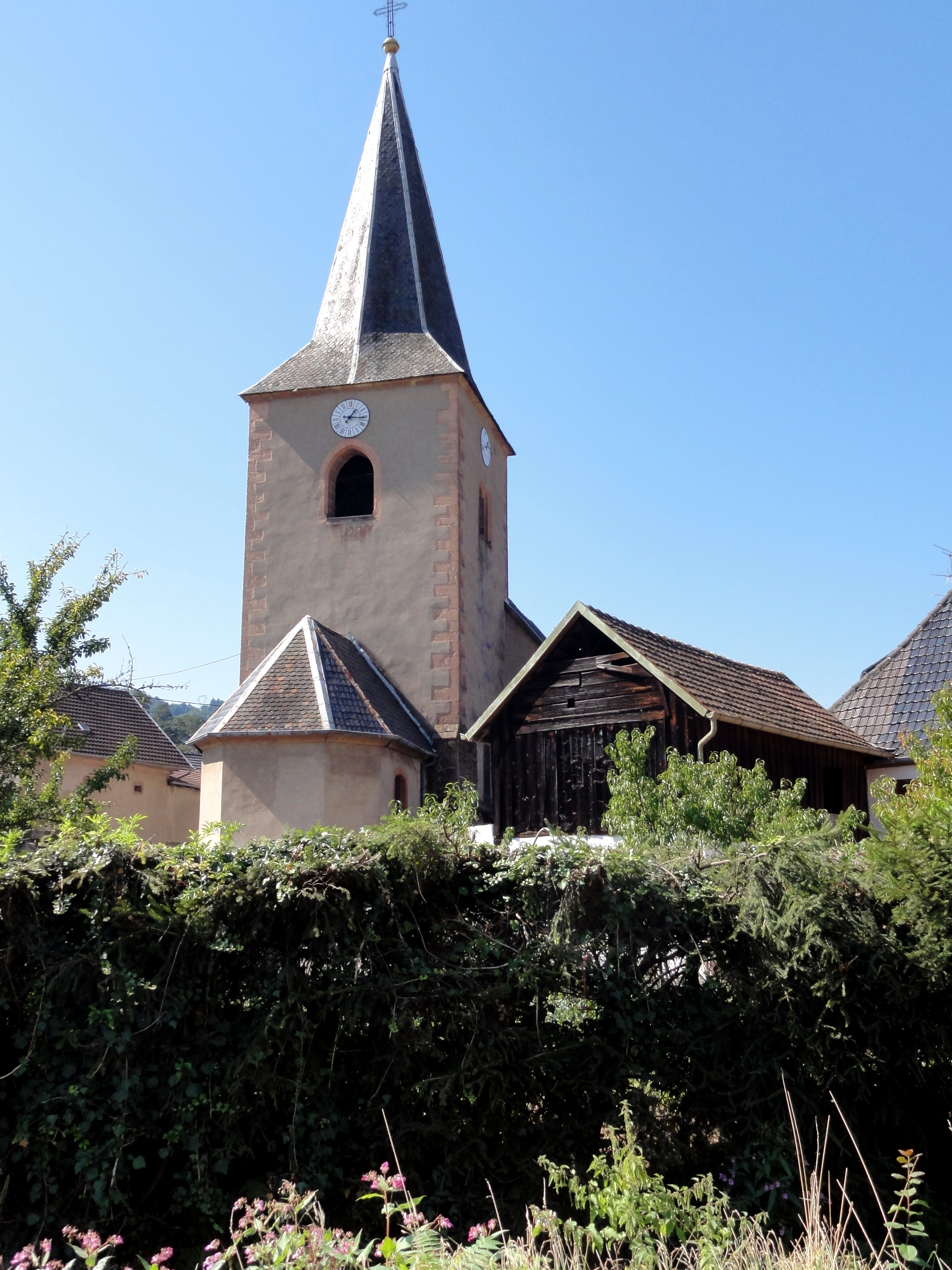
Колокольня с часами
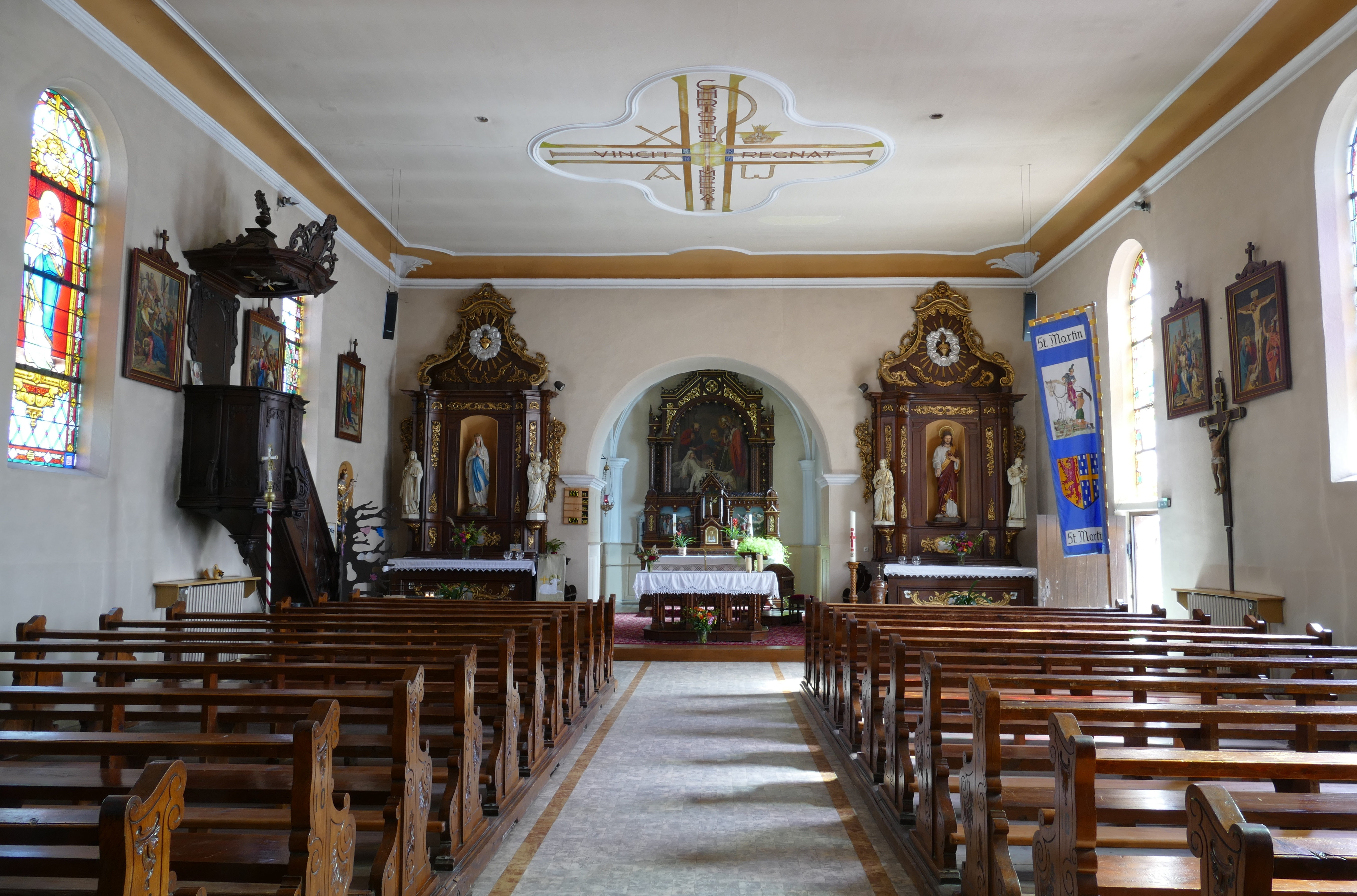
Интерьер, вид на алтарь
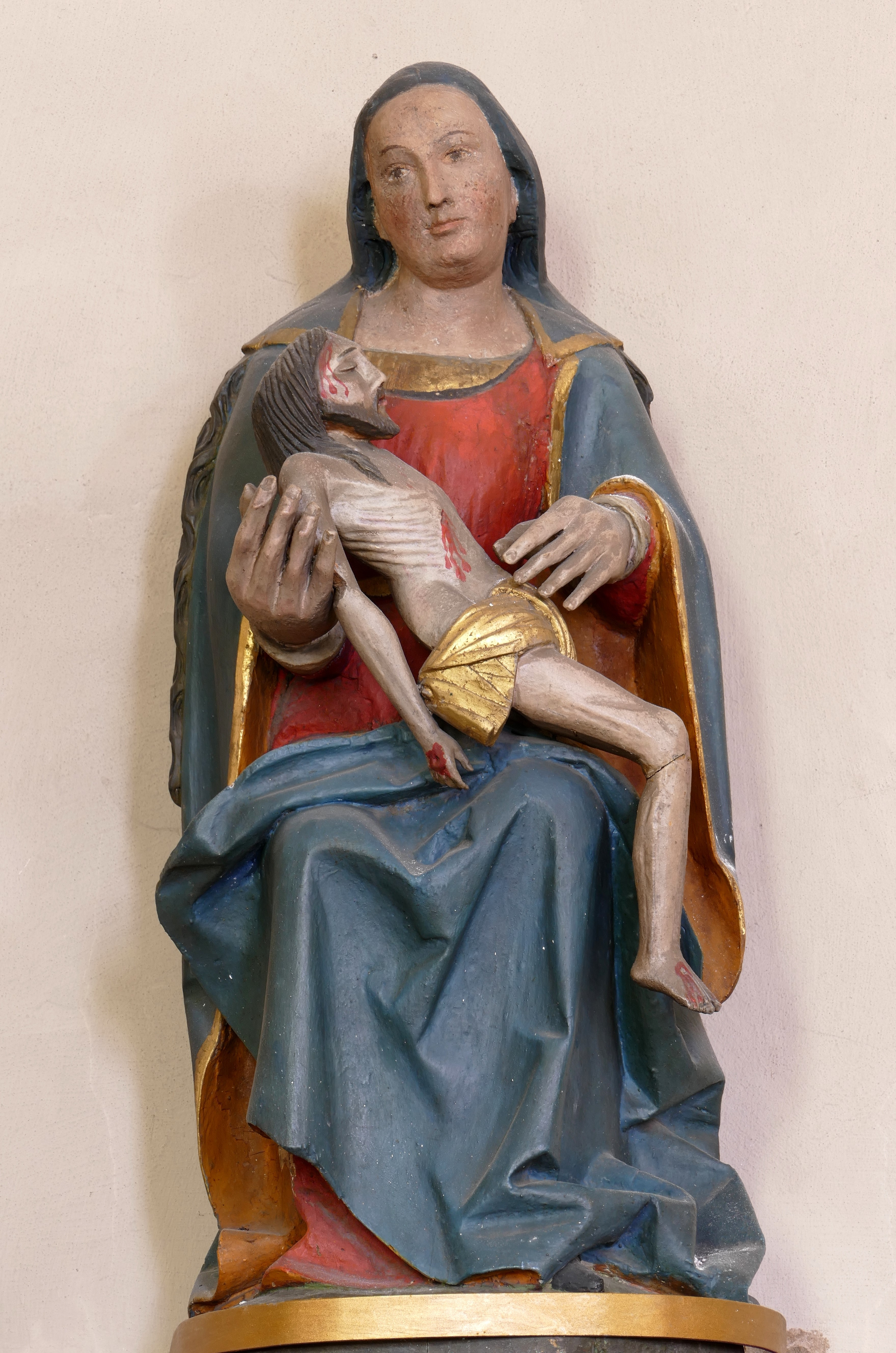
Статуя в алтаре
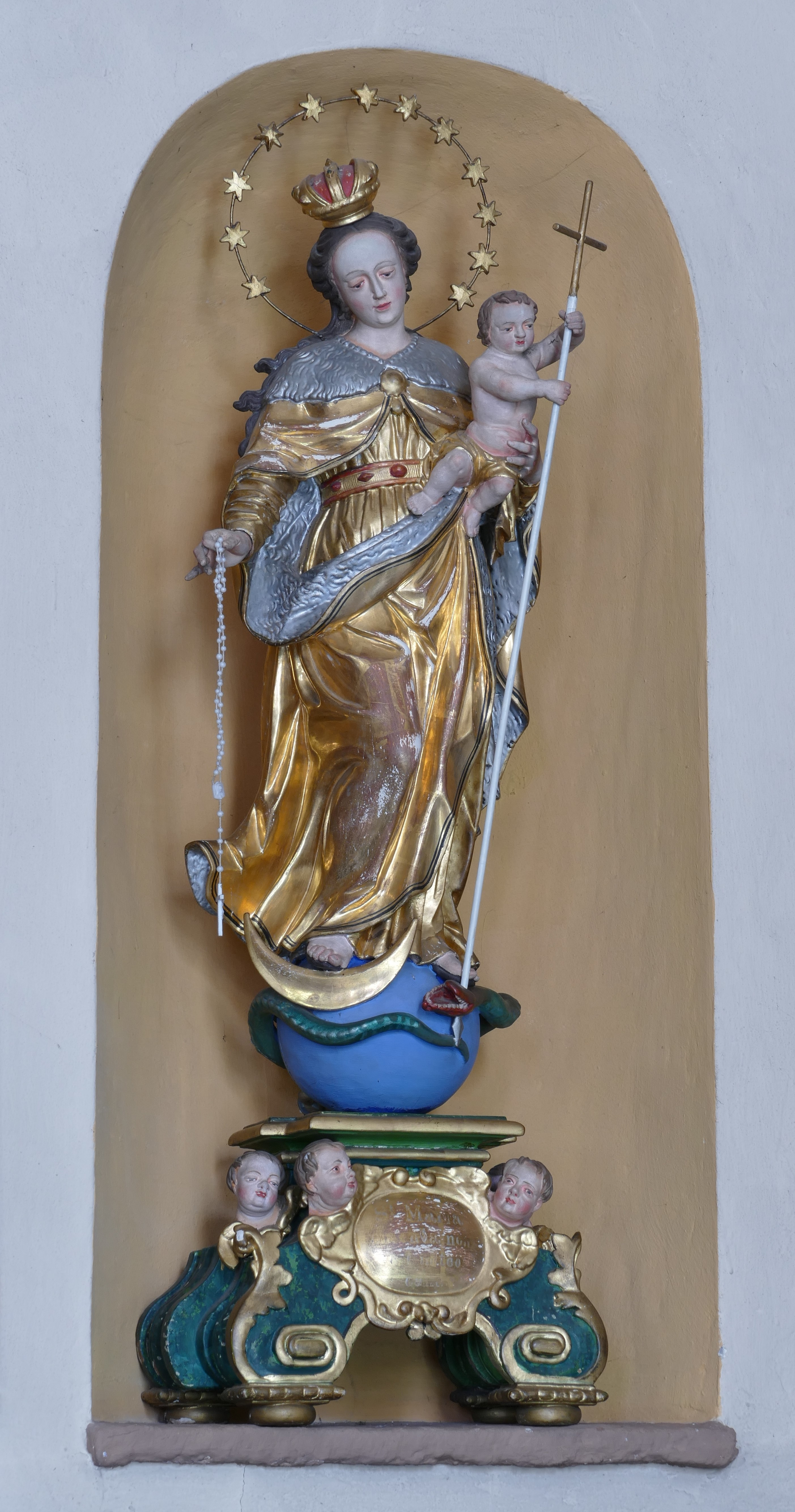
Статуя «Мадонна с младенцем»
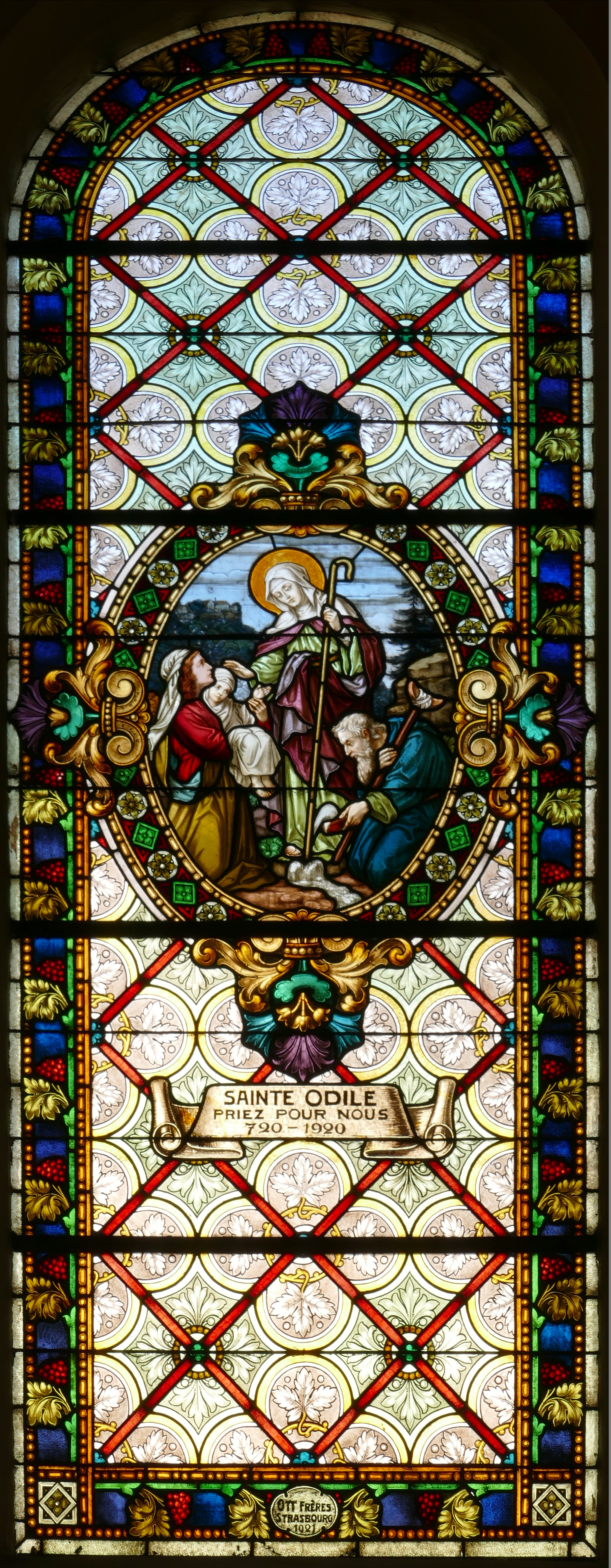
Витраж
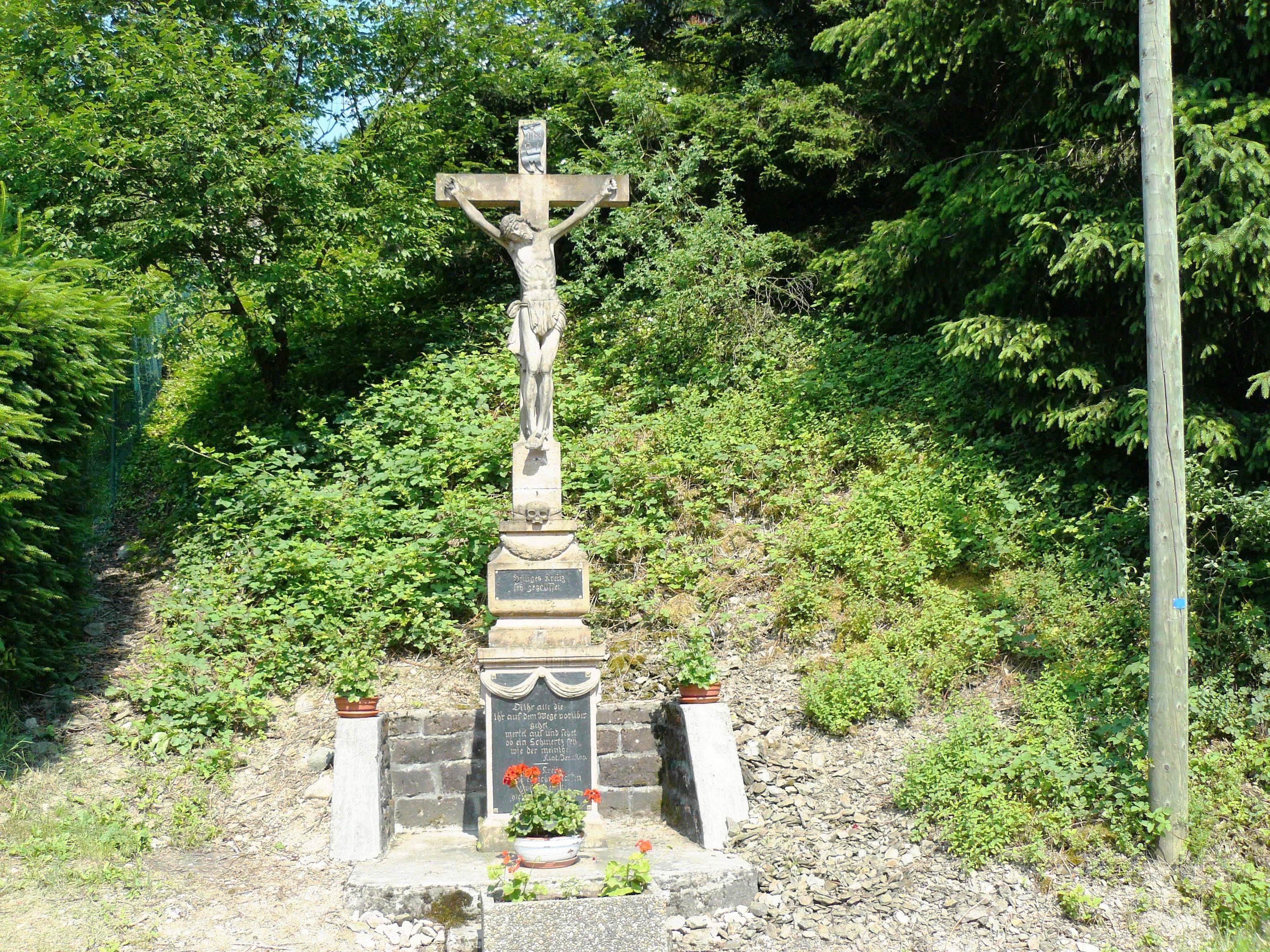
Распятие